# Hamadou Djibo Issaka
Hamadou Djibo Issaka, né le 3 juillet 1977 à Niamey,  est un rameur d'aviron nigérien. Il participe à l'épreuve de skiff masculin pour les Jeux olympiques d'été de 2012 à Londres, profitant d'une place offerte à la fédération nigérienne par le Comité international olympique. 
Il est alors remarqué par la presse internationale malgré ses résultats médiocres, terminant largement dernier de toutes les courses auxquelles il a pris part.

## Jeux olympiques de 2012

### Entraînement
Hamadou Djibou Issaka est à l'origine jardinier et pisciniste. Il n'a jamais pratiqué l'aviron,,. Il est choisi par le Niger pour s'entraîner comme rameur seulement trois mois avant les Jeux olympiques d'été de 2012, recevant sa première formation en aviron de compétition en Égypte, puis passant deux mois à l'International Rowing Development Centre en Tunisie. Il s'entraîne dans la ville belge de Hazewinkel avant l'ouverture des Jeux.
Sa place est une wild card de la commission tripartite du CIO, l'ajoutant à l'ensemble des rameurs par ailleurs qualifiés, dans un programme qui cherche à développer des sports en dehors des pays concurrents traditionnels. Il déclare à ce sujet : « Ma participation aux Jeux de Londres va ouvrir une nouvelle ère dans l’aviron nigérien. Je sais que mon expérience est en train de créer des tas de vocations au pays. Dès mon retour, nous allons mettre en place des structures et un programme. Il faudra seulement qu’on attende que les bateaux arrivent. »

### Attraction médiatique
Le 28 juillet, Djibo Issaka attire l'attention de la presse lors de sa première apparition olympique dans la série de 2000 mètres en skiff, dans laquelle il termine dernier avec un temps de 8:25.56, près d'une minute derrière son concurrent le plus proche et près de 1 minute 40 secondes derrière le gagnant. La presse britannique le compare notamment au nageur équiguinéen Eric Moussambani (surnommé l'« anguille ») de Sydney 2000,. On lui donne aussi les surnoms de « Issaka la loutre » (Issaka the Otter), « Hamadou la quille » (Hamadou The Keel) ou encore de « Paresseux à godilles » (Sculling Sloth),.
Alors que les foules et la presse l'acclament pour ses efforts, l'ancien rameur britannique médaillé d'or olympique Steve Redgrave critique l'inclusion de Djibo Issaka. Malgré ces commentaires, le CIO explique que Djibo Issaka n'a pris la place d'aucun autre rameur qualifié, mais fait partie d'un certain nombre d'olympiens ajoutés aux places supplémentaires créées après la qualification.

### Résultats
Au total, Djibo Issaka rame dans quatre manches de la compétition, terminant en dernière position à chaque course. Il finit 33e sur 33 au classement général de la compétition,.
| Étape             | Temps   | Position |
| ----------------- | ------- | -------- |
| Série 4           | 8:25.56 | 5/5      |
| Repêchage 2       | 8:39.66 | 5/5      |
| Demi-finale E/F 1 | 9:07.99 | 4/4      |
| Finale F          | 8:53.88 | 3/3      |